# Homalomena megalophylla
Homalomena megalophylla är en kallaväxtart som beskrevs av Mitsuru Hotta. Homalomena megalophylla ingår i släktet Homalomena och familjen kallaväxter. Inga underarter finns listade.